# Sympaectria stylata
Sympaectria stylata är en tvåvingeart som först beskrevs av Friedrich Georg Hendel 1909.  Sympaectria stylata ingår i släktet Sympaectria och familjen fläckflugor.
Artens utbredningsområde är Peru. Inga underarter finns listade i Catalogue of Life.